# Sexto Vetuleno Cívica Pompeyano
Sexto Vetuleno Cívica Pompeyano (en latín, Sextus Vettulenus Civica Pompeianus) fue un senador romano del siglo II, que desarrolló su carrera política bajo los imperios de Trajano, Adriano y Antonino Pío.

## Orígenes familiares
Era hijo de Sexto Vetuleno Cívica Cerial consul ordinarius en 106, bajo Trajano, y hermano de Marco Vetuleno Cívica Bárbaro consul ordinarius en 157, por lo que también era primo de Lucio Ceyonio Cómodo, con quien compartió consulado y que había sido adoptado como heredero por Adriano, y primo segundo de Lucio Vero, hijo del anterior, adoptado por Antonino Pío y coemperador con Marco Aurelio

## Carrera política
Su único cargo conocido es el de consul ordinarius en 136, bajo Adriano.

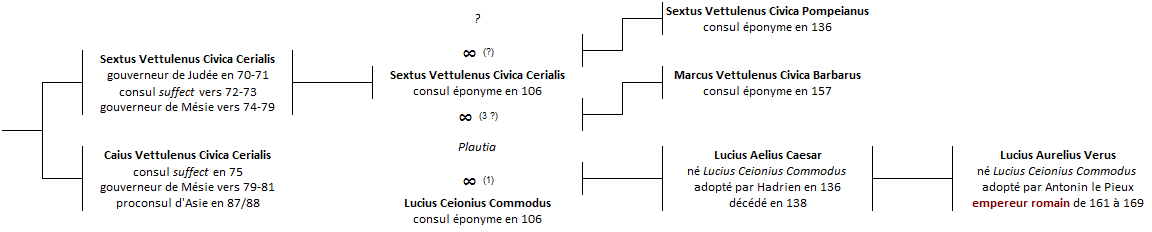
La familia de los Vettulenii (en francés y latín).